# Tara Holt
Tara Ashley Holt (* 15. Februar 1988 in Newport Beach, Kalifornien) ist eine US-amerikanische Schauspielerin. 

## Leben
Tara Holt besuchte die Orange County High School of the Performing Arts in Südkalifornien, in der sie als Schauspielerin ausgebildet wurde.

## Filmografie (Auswahl)
- 2009: Dollhouse (Fernsehserie, Episode 2x03)
- 2011: Love That Girl! (Fernsehserie, Episode 2x04)
- 2011: Friends with Benefits (Fernsehserie, Episode 2x07)
- 2011: Victorious (Fernsehserie, Episode 2x09)
- 2012: American Horror Story (American Horror Story: Asylum, Fernsehserie, Episode 2x06)
- 2012: How I Met Your Mother (Fernsehserie, Episode 7x18)
- 2012: Touched (Kurzfilm)
- 2013: Sullivan & Son (Fernsehserie, Episode 2x03)
- 2013: Ray Donovan (Fernsehserie, Episode 1x09)
- 2014: Betas (Fernsehserie, Episode 1x09)
- 2014: Camp X-Ray – Eine verbotene Liebe (Camp X-Ray)
- 2014: Friends with Better Lives (Fernsehserie, Episode 1x02)
- 2014: The 4 to 9ers: The Day Crew
- 2014: Californication (Fernsehserie, 4 Episoden)
- 2014: The Lookalike
- 2014: The Prince – Only God Forgives (The Prince)
- 2014: The Algerian
- 2016: Marauders
- 2017: Darkness Rising
- 2017: Z Nation (Fernsehserie, 6 Episoden)
- 2017: Mr. Christmas (The Perfect Christmas Present, Fernsehfilm)
- 2018: Navy CIS (Fernsehserie, Episode 16x03)
- 2019: Sorry for Your Loss (Fernsehserie, Episode 2x01)
- 2022: Tankhouse
- 2023: Bookie (Fernsehserie, 2 Episoden)
- 2025: Duster (Fernsehserie)